# Bruno Baur
Bruno Baur (* 1955 in Sarmenstorf) ist ein Schweizer Biologe und Professor emeritus für Naturschutzbiologie an der Universität Basel. Er leitet dort das Departement Naturschutzbiologie, das mit seiner Schwerpunktsetzung auf die naturschutzfachlichen Aspekte der Biologie eines der wenigen im deutschsprachigen Raum ist.

## Leben
Baur erlangte die C-Maturität an der Kantonsschule Aarau. Danach studierte er Zoologie an der Universität Zürich und schloss 1980 mit Diplom ab. 1984 wurde er promoviert mit einer Dissertation über die Gefleckte Schnirkelschnecke. Ab 1985 forschte er an der Universität Uppsala, wo er sich 1988 habilitierte. Von 1988 bis 1993 war er als Assistent am Zoologischen Institut der Universität Basel tätig. 1995 wurde er dort zum Professor für Naturschutzbiologie berufen und übernahm die Leitung der Abteilung Biologie des Instituts für Natur-, Landschafts- und Umweltschutz (NLU). Die Professur hatte er bis Ende 2021 inne.
Baur forscht stark zur Fragmentierung von Lebensräumen und den Auswirkungen dieses Phänomens auf die biologische Vielfalt. Ein weiterer Aspekt seiner Forschung sind Untersuchungen zum Einfluss des Freizeitverhaltens auf die biologische Vielfalt in naturnahen Lebensräumen und die anthropogenen Einflüsse auf Reliktpflanzen und -tiere in den Felsgebieten des Nordwestschweizer Juras (der Schweiz). Er hat sich auf Untersuchungen der Interaktionen von Flechten und Herbivoren spezialisiert.

## Schriften (Auswahl)
- Mit Klaus C. Ewald, Bernhard Freyer, Andreas Erhardt:  Ökologischer Ausgleich und Biodiversität. Grundlagen zur Beurteilung des Naturschutzwertes ausgewählter landwirtschaftlicher Nutzflächen. Springer, Basel, 1997. ISBN 978-3-7643-5802-0
- Biodiversität. UtB, Stuttgart, 2010. (Uni-Taschenbücher.) ISBN 978-3-8252-3325-9
- Mit Raimund Rodewald: Wasserfälle: Ökologische und sozio-kulturelle Leistungen eines bedrohten Naturmonumente Haupt, Bern, 2015. (Bristol Schriftenreihe. 46.) ISBN 978-3-25807949-3
- Wissen schaffen. 100 Jahre Forschung im Schweizerischen Nationalpark, Nationalpark-Forschung in der Schweiz. Haupt, Bern, 2021. ISBN  978-3-25847862-3 e-book
- Naturschutzbiologie. UtB, Stuttgart, 2021. (Uni-Taschenbücher.) ISBN 978-3825-25416-2